# Comuna Novoielîzavetivka, Șîreaieve
Novoielîzavetivka (în ucraineană Новоєлизаветівка) este o comună în raionul Șîreaieve, regiunea Odesa, Ucraina, formată din satele Novoielîzavetivka (reședința), Novopetrivka Druha, Novopetrivka Perșa, Novostepanivka, Sîritske Druhe, Sîritske Perșe, Sofiivka și Stara Ielîzavetivka.

## Demografie
Componența lingvistică a comunei Novoielîzavetivka
     Ucraineană (98,14%)
     Alte limbi (1,74%)
Conform recensământului din 2001, majoritatea populației comunei Novoielîzavetivka era vorbitoare de ucraineană (98,14%), existând în minoritate și vorbitori de alte limbi.